# Morgen
Morgenen er den første del af dagen. Ifølge Den Danske Ordbog strækker morgenen sig fra solopgang til ca. kl. 9.
Etymologisk stammer udtrykket fra oldnordisk morginn og er beslægtet med mørke (fravær af lys).
I det moderne Danmark er morgenen omtrent sammenfaldende med tidsrummet fra (de fleste) folk står op til de møder på arbejde. I og med at arbejdstiden for de fleste ikke varierer med årstiderne, vil der således være en større eller mindre afvigelse.[kilde mangler]